# Гусєв Віктор Євгенович
Віктор Євгенович Гу́сєв (нар. 2 травня 1918, Маріуполь — пом. 12 січня 2002, Санкт-Петербург) — російський фольклорист, етнограф, літературознавець; доктор історичних наук з 1966 року, професор з 1971 року, дійсний член Академії гуманітарних наук з 1994 року. Член Спілки театральних діячів СРСР з 1972 року, член Спілки фольклористів Югославії з 1972 року, почесний член Польського етнографічного товариства з 1974 року, член бюро наукової ради Академії наук СРСР з комплексної проблеми «Історія світової літератури» з 1974 року, член наукової ради Академії наук СРСР з комплексних проблем славістики та балканознавства з 1975 року, член ради з вивчення та поширення слов'янськоъ культури при ЮНЕСКО та ради по координації науково-дослідних робіт в галузі мистецтвознавства та керування мистецтвами, культурою в Міністерстві культури СРСР з 1977 року, член бюро Всесоюзної комісії з народної музичної творчості при Спілці композиторів СРСР з 1977 року, почесний член Товариства гуслярів і поетів Чорногорії з 1988 року. Заслужений діяч митецтв РРФСР з 1979 року.

## Біографія
Народився 2 травня 1918 року в місті Маріуполі (нині Донецька область, Україна). Упродовж 1932—1936 років навчався у Гомельському музичному технікумі по класу фортепіано; у 1936—1937 роках — на математичному факультеті в Московському державному університеті; у 1937—1941 роках — в Московському інституті філософії, літератури та історії імені Миколи Чернишевского. Серед його викладачів були зокрема Афанасій Селіщев, Самуїл Бернштейн, Петро Богатирьов, Микола Гудзій, Юрій Соколов, Ерна Померанцева.
9 липня 1941 року добровольцем пішов до Червоної армії. Брав участь у німецько-радянській війні, зокрема в обороні Москви, битві на Курській дузі, боях 3-го Білоруського фронту; закінчив війну в Польщі. Член ВКП(б) з 1943 року. Нагороджений орденом Вітчизняної війни ІІ ступеня (1 серпня 1986), медалями «За оборону Москви», «За відвагу».
Протягом 1946—1955 років у Челябінсому педагогічному інституті завідував кафедрою літератури, викладав фольклор і давньоруську мову, історію російської критики. Одночасно у 1947—1955 роках очолював фольклорно-етнографічні експедиції по Південному Уралу; протягом 1948—1950 років очолював Челябінську обласну організацію письменників; у 1954—1955 роках входив до редакційної колегії альманаху «Південний Урал».
У 1953 році в Інституті етнології та антропології АН СРСР захистив кандидатську дисертацію на тему «Російські революційні демонрати про народну поезію», 1961 року там же — докторську дисертацію на тему «Марксизм в Росії та вивчення культури народних мас».
У 1955—1969 роках — вчений секретар і старший науковий співробітник сектору народного мистецтва Інституту російської літератури АН СРСР у Ленінграді; очолював комплексні експедиції до Костромської області РРФСР та Гомельської області Білоруської РСР. Одночасно у 1958—1963 роках був заступником координаційної комісії у справах народної творчості Академії наук СРСР. У 1969—1980 роках — проректор з наукової роботи Ленінградського інституту театру, музики та кінематографії, завідував створеною ним секцією фольклору науково-дослідного відділу цього ж інституту; з 1971 року — професор кафедри філософії та естетики. У 1982—2002 роках — президент міжнародної комісії з слов'янського фольклору при Міжнародному комітеті славістів. Помер у Санкт-Петербурзі 12 січня 2002 року.

## Діяльність
Автор досліджень з фольклористики, зокрема порівняльного вивчення слов'янських культур, слов'янської обрядовості, сучасного фольклору слов'янських народів, історії слов'ян, фольклору та етнографії, народного театру, теорії народної культури. Опублікував понад 400 наукових праць, у тому числі 9 монографій. Серед робіт:
- Марксизм и русская фольклористика конца 19 — начала 20-го века. Москва; Ленинград, 1961;
- Іван Франко — теоретик фольклору // НТЕ. 1965. № 4;
- Эстетика фольклора. Ленинград, 1967;
- Взаимосвязи русской вертепной драмы с белорусской и украинской // Славянский фольклор. Москва, 1972;
- Славянские партизанские песни. Ленинград, 1979;
- Русский фольклорный театр 18 — начала 20 века: Учебное пособие. Ленинград, 1980;
- Фольклорно-драматическое творчество восточно-славянских народов // Фольклорный театр народов СССР. Москва, 1985;
- Восточнославянский фольклор: Словянские научные и народные терминологии. Минск, 1993 (у співавторстві).

Входив до складу редакційних колегій журналу «Російська література» (Санкт-Петербург, 1958-63), щорічників «Русский фольклор» (Санкт-Петербург, 1958-69) і «Гуманітарій» (Санкт-Петербург, 1994—2002), журналу «Жива старовина» (Москва, 1994—2002).